# Night Jack FUKUOKA
『Night Jack FUKUOKA』（ナイトジャック フクオカ）は、福岡放送で1984年10月から1990年9月25日まで毎週土曜日深夜に放送されていた音楽番組。

## 概要
当時の福岡民放局の土曜深夜枠は、各局ともに洋画の放送があった以外に目立った番組は無く、深夜1時台には放送を終了していた。そんな中、福岡放送は若者にターゲットを絞ったこの番組をこの時間帯にスタートさせた。パーソナリティには、元FM福岡アナウンサーの竹内いづる（テロップでの表記は「たけうちいづる」）とタレントの清水クーコを起用した。

## 司会
- 竹内いづる（元FM福岡アナウンサー）
- 清水クーコ - 1988年3月まで出演。
- 木村佳代 - 1988年4月から出演。

## 番組の特色
番組はマイケル・ジャクソンの「Thriller」などのプロモーションビデオの影響を受け、洋楽のビデオクリップを中心に取り上げていた。また、時々電話リクエスト特集も組んでいた。番組開始から1987年ごろまでは生放送でオンエアされていて、生放送だった頃にはスタジオ内に観覧希望者を入れていた。
| 福岡放送 土曜深夜枠 | 福岡放送 土曜深夜枠 | 福岡放送 土曜深夜枠                |
| 前番組              | 番組名              | 次番組                             |
| ------------------- | ------------------- | ---------------------------------- |
| 不明                | Night Jack FUKUOKA  | 鶴瓶上岡パペポTV（読売テレビ製作） |